# Monocelis excavata
Monocelis excavata är en plattmaskart som beskrevs av Diesing 1862. Monocelis excavata ingår i släktet Monocelis och familjen Monocelididae. Inga underarter finns listade i Catalogue of Life.